# Takamatsu-Kotohira Electric Railroad
Takamatsu-Kotohira Electric Railroad Co., Ltd. (高松琴平電気鉄道株式会社, Takamatsu-Kotohira Denki Tetsudō Kabushiki-gaisha), plus communément appelée Kotoden (ことでん), est une compagnie de transport de la préfecture de Kagawa, sur l'île de Shikoku au Japon. La compagnie, qui exploite trois lignes de chemin de fer ainsi que des lignes de bus, a été fondée en 1943 et son siège social se trouve à Takamatsu.

## Histoire
La société est créée le 1er novembre 1943 par la fusion de trois compagnies (Takamatsu Electric Railway, Kotohira Electric Railway et Sanuki Electric Railroad) exploitant chacune des trois lignes ferroviaires actuelles. Juste après la guerre, le réseau s'étend en centre-ville de Takamatsu en rejoignant la gare de Takamatsu-Chikkō à partir de Kawaramachi (croisement des 3 lignes à destination de Kotohira, Nagao et Shido), à quelques minutes de marche de la gare de Takamatsu (exploitée par JR Shikoku).

## Lignes
Le réseau de train la compagnie de compose de trois lignes :
| Symbole | Ligne          | Nom japonais | Terminus                            | Longueur (km) | Gares |
| ------- | -------------- | ------------ | ----------------------------------- | ------------- | ----- |
| K       | Ligne Kotohira | 琴平線       | Takamatsu-Chikkō - Kotoden-Kotohira | 32,9          | 22    |
| N       | Ligne Nagao    | 長尾線       | Kawaramachi - Nagao                 | 14,6          | 16    |
| S       | Ligne Shido    | 志度線       | Kawaramachi - Kotoden-Shido         | 12,5          | 16    |

## Matériel roulant

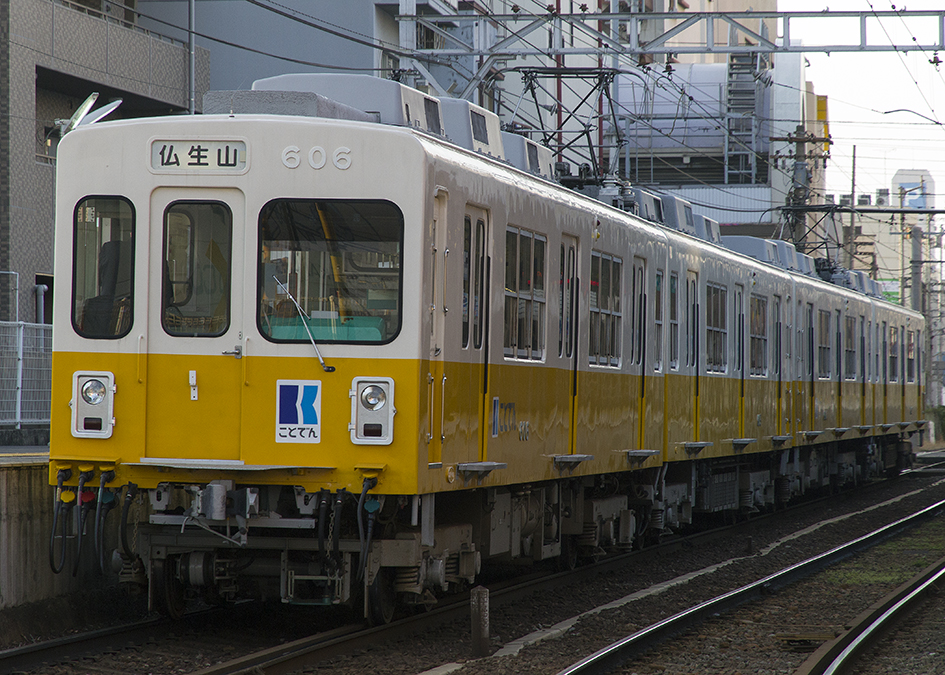
Série 600
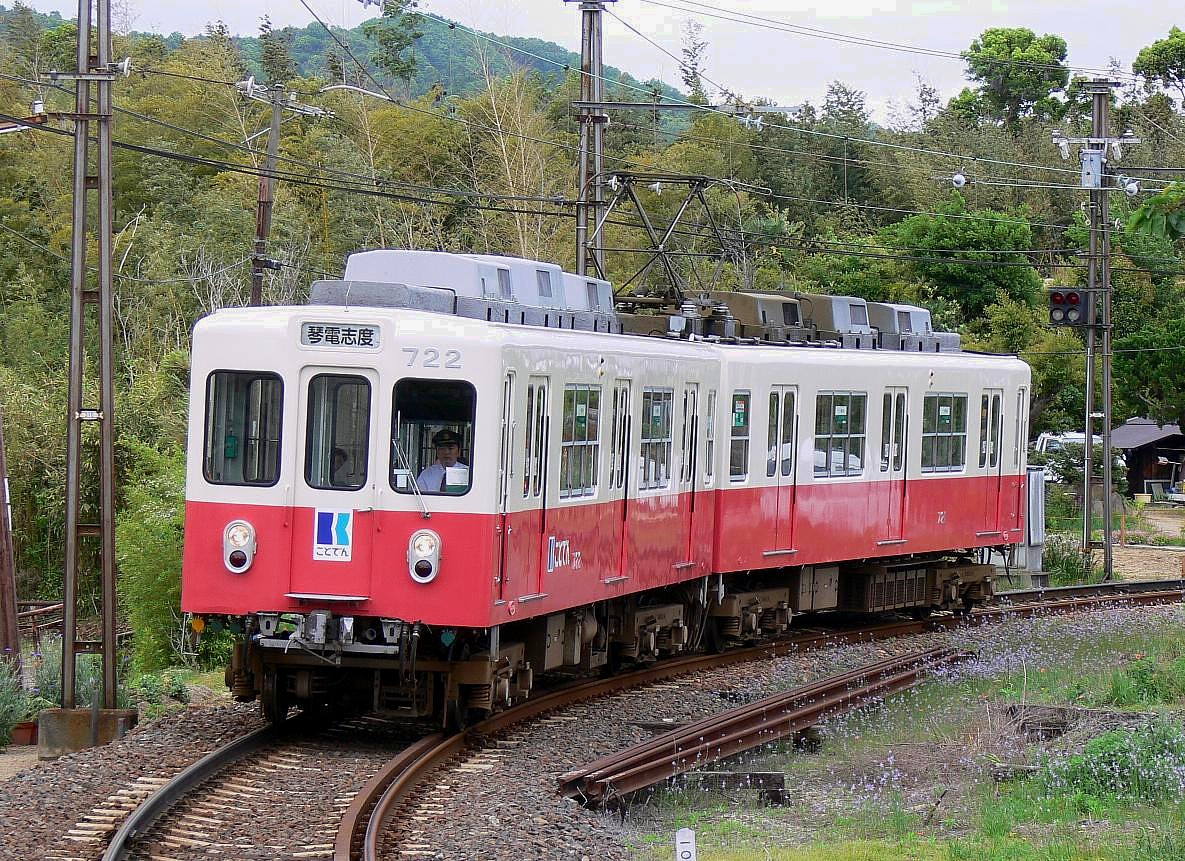
Série 700
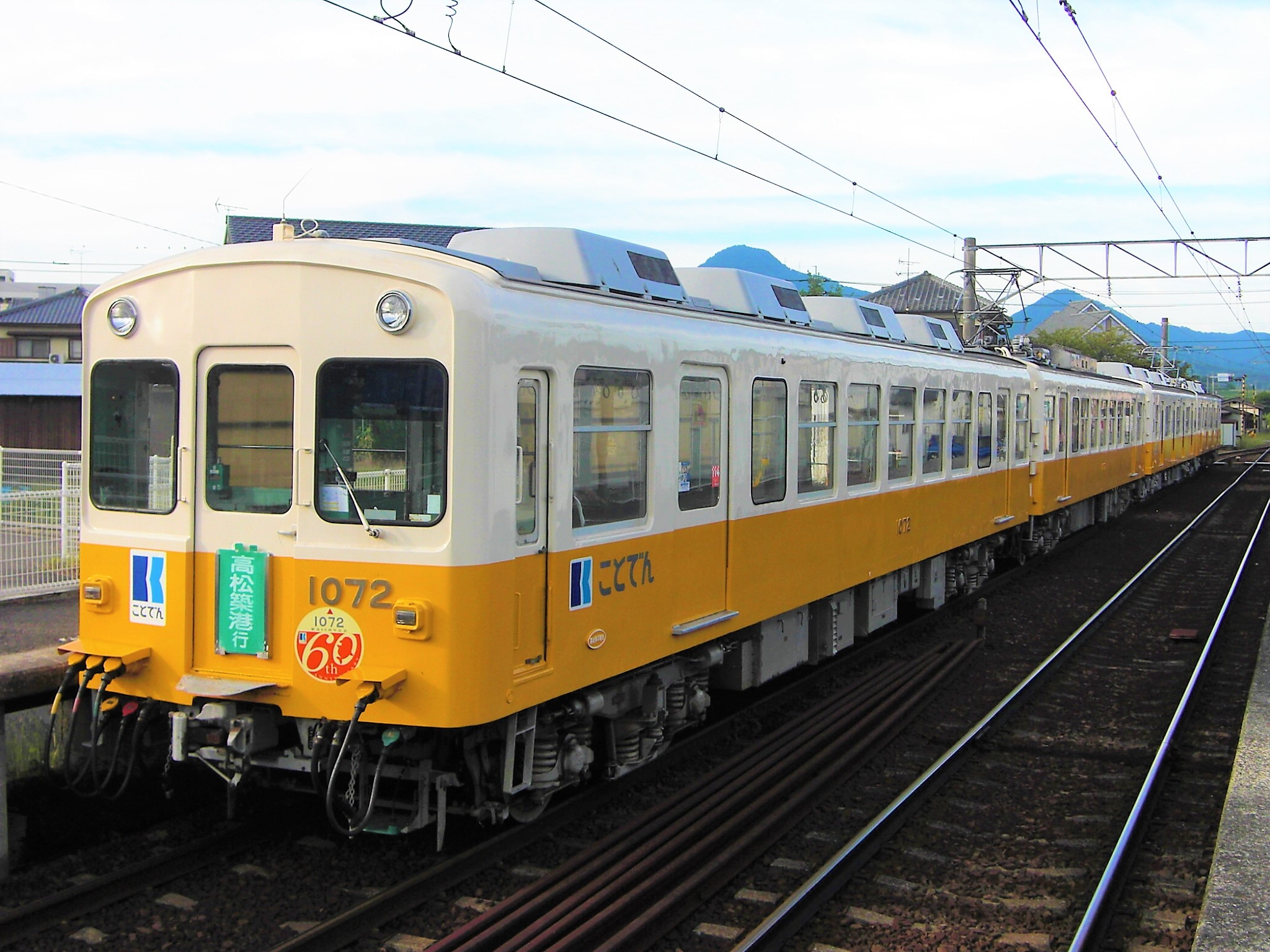
Série 1070
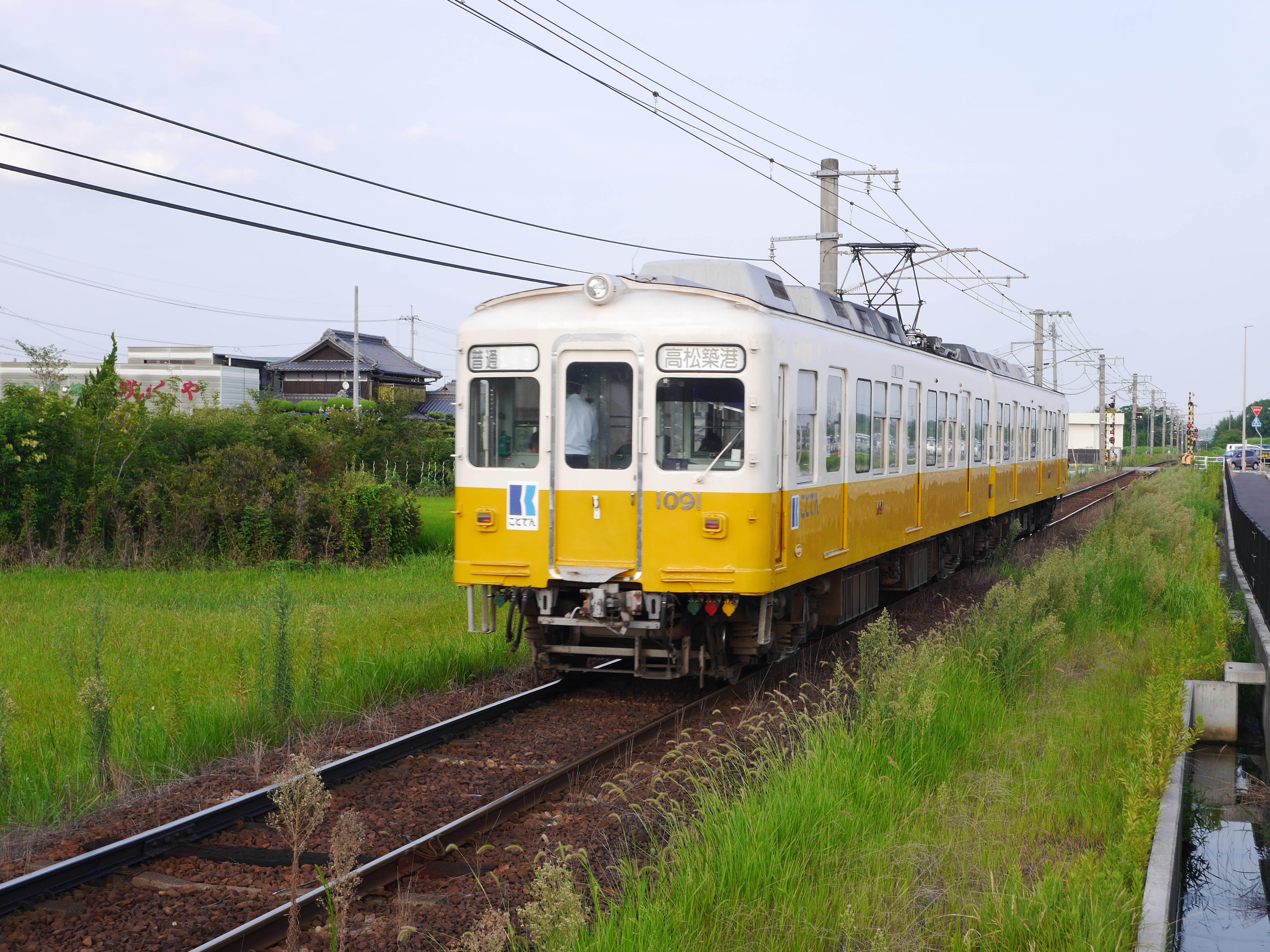
Série 1080
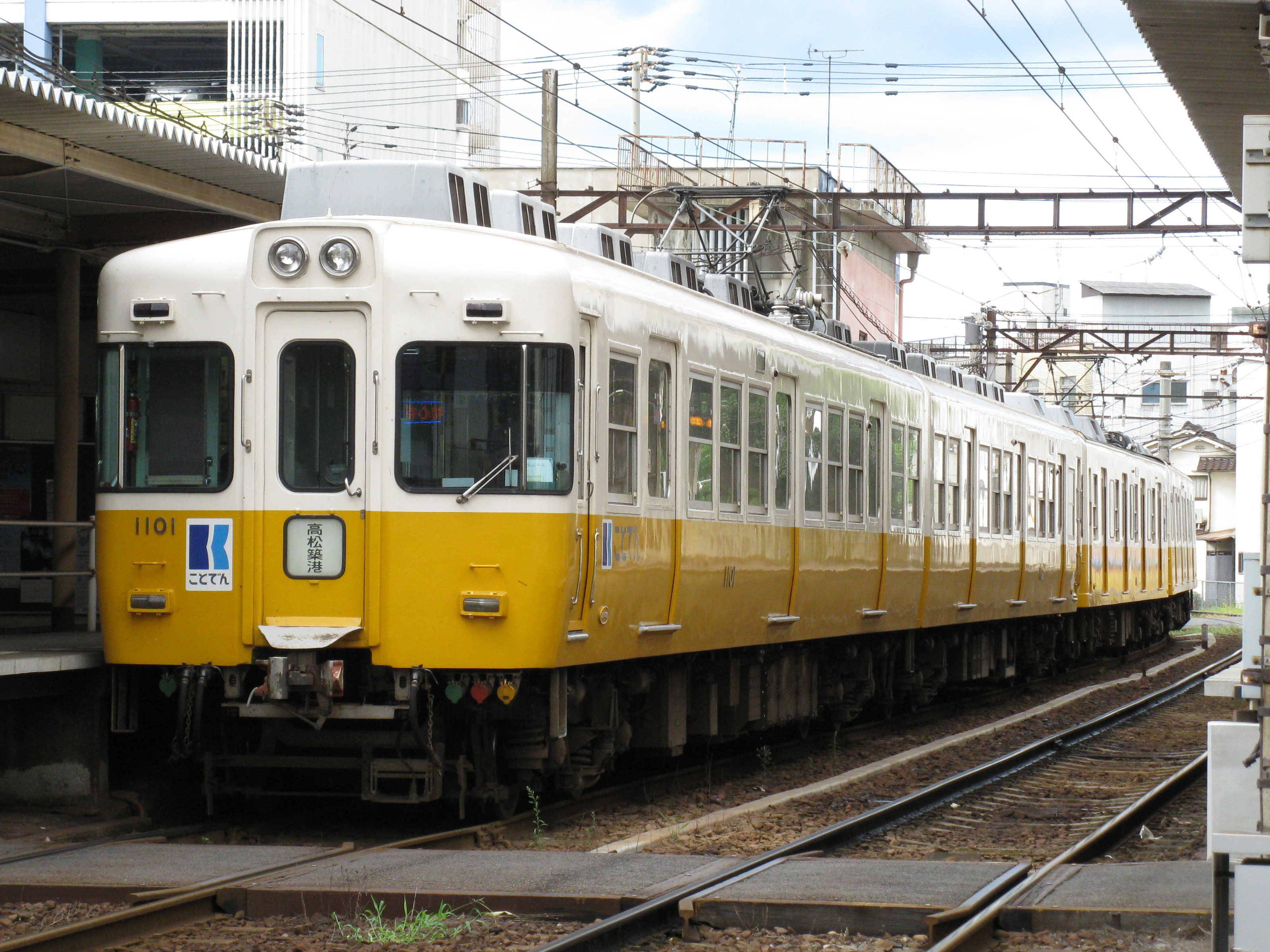
Série 1100
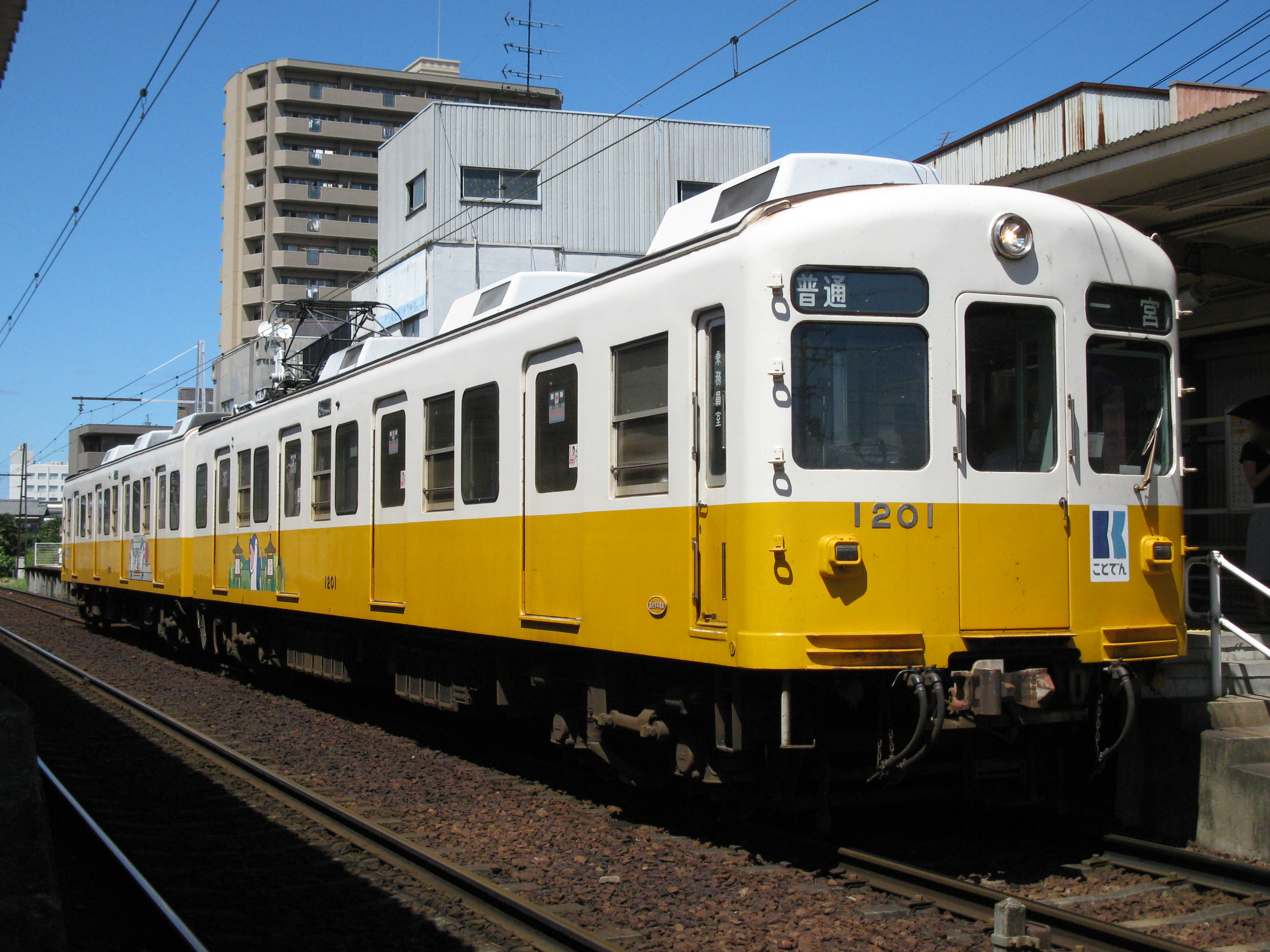
Série 1200
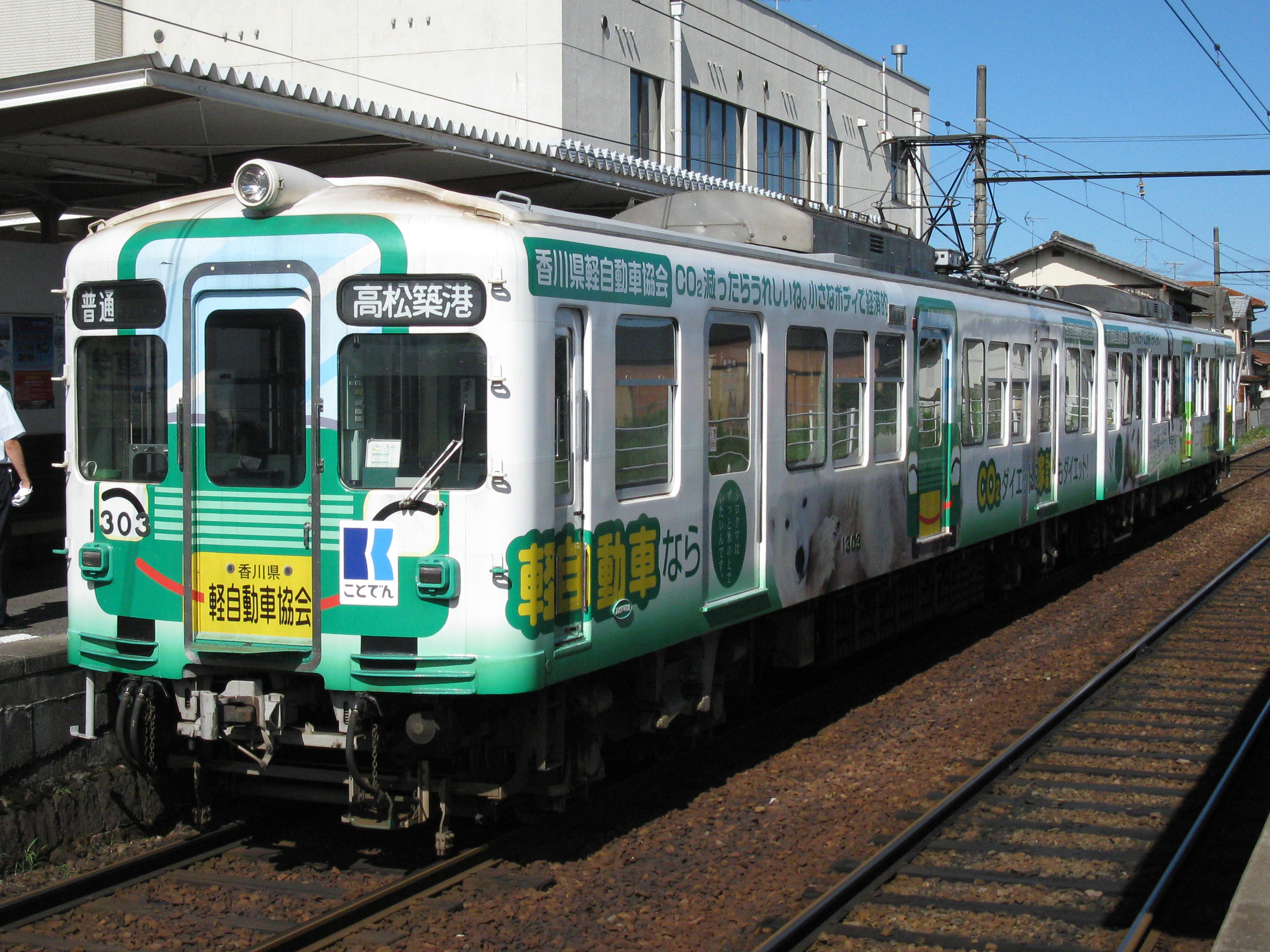
Série 1300